# 毛叶胡椒
毛叶胡椒（学名：Piper puberulilimbum）为胡椒科胡椒属的植物，是中国的特有植物。分布在中国大陆的云南等地，生长于海拔1,200米至1,900米的地区，多生于疏林及密林湿润地，目前尚未由人工引种栽培。